# Krutikov
Krutikov je priimek več oseb:
- Aleksej Nikolajevič Krutikov, sovjetski general
- Anatolij Fjodorovič Krutikov, ruski nogometaš
- Georgij Tihonovič Krutikov, ruski arhitekt